# Marian Małowist

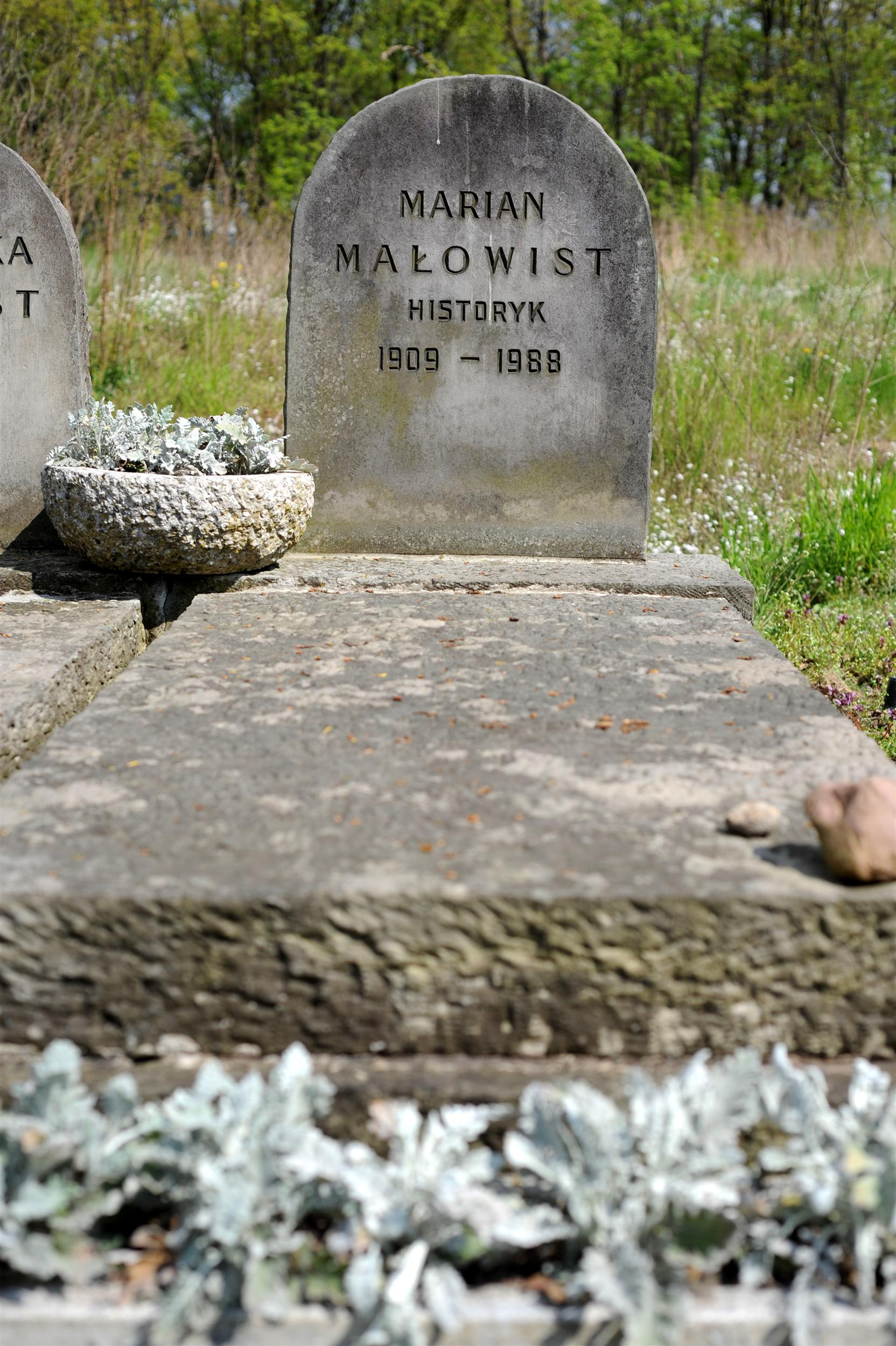
Grób Mariana Małowista na cmentarzu żydowskim w Warszawie

Marian Małowist (ur. 19 grudnia 1909 w Łodzi, zm. 31 sierpnia 1988 w Warszawie) – polski historyk, profesor nauk humanistycznych, nauczyciel akademicki Instytutu Historycznego Uniwersytetu Warszawskiego.

## Życiorys
Urodził się w Łodzi 19 grudnia 1909 r. w spolonizowanej rodzinie żydowskiej, jako syn Jakuba Małowista, lekarza, i Rozalii z domu Landau. W 1925 wstąpił do Związku Młodzieży Komunistycznej. Maturę zdał w 1927 r. w Państwowym Gimnazjum im. Mikołaja Kopernika w Łodzi. Podjął studia historyczne na Uniwersytecie Warszawskim. Pod kierunkiem Marcelego Handelsmana napisał pracę magisterską i doktorską (Handel zagraniczny Sztokholmu i polityka zewnętrzna Szwecji w latach 1470–1503). Po ukończeniu studiów podjął pracę nauczyciela w gimnazjum im. Jana Kreczmara w Warszawie, gdzie jednym z jego uczniów był Richard Pipes. W 1938 zrezygnował z pracy, ze względu na panujący wśród grona nauczycielskiego antysemityzm. Od tej pory pracował w szkolnictwie żydowskim. Do wybuchu II wojny światowej pracował nad habilitacją, którą poświęcił historii Kaffy w XV wieku. Latem 1939 wyjechał na Krym w celu zobaczenia obiektów, które badał. Kilka dni po powrocie zastał go wybuch wojny.
Podczas II wojny światowej wraz z żoną i teściową przebywał w getcie warszawskim, gdzie zajmował niewielkie mieszkanie przy ulicy Siennej. Początkowo prowadził tajne komplety w tajnym gimnazjum Mirlasowej, następnie podjął pracę w jednej z manufaktur, tzw. szopie, równocześnie gromadząc materiały historyczne, które przetrwały w Archiwum Ringelbluma. 13 sierpnia 1942, podczas pobytu w pracy, jego żona i teściowa zostały zabrane przez Niemców na Umschlagplatz i wywiezione do obozu zagłady w Treblince. Po tym wydarzeniu zdecydował się na ucieczkę z getta. Po aryjskiej stronie pomagali mu m.in. Stanisław Herbst, Helena Brodowska, Witold Kula i Czeczottowa, nauczycielka w gimnazjum Kreczmara. Po opuszczeniu Warszawy trafił na jedną z wsi w powiecie radzyńskim, gdzie pod fałszywymi personaliami – Józef Mil, pracował jako nauczyciel. Tam doczekał końca wojny. W 1944 przeprowadził się do Lublina, gdzie zaangażował w pracę w rozgłośni radiowej PKWN. Po niedługim czasie uległ wypadkowi, wpadając pod ciężarówkę. W Lublinie spotkał Izę Bieżuńską (historyczkę, specjalistkę od starożytności), z którą wrócił do Warszawy.
W 1949 został profesorem Uniwersytetu Warszawskiego. Od 1951 należał do Towarzystwa Naukowego Warszawskiego.
Prowadził badania nad miejscem Europy Środkowo-Wschodniej w systemie gospodarczym całego kontynentu, mechanizmami gospodarczymi Europy u schyłku średniowiecza i na początku nowożytności oraz relacjami między Europą a krajami Afryki i Orientu. W 1955 otrzymał Nagrodę Państwową III stopnia za pracę pt. Studia z dziejów rzemiosła w okresie kryzysu feudalizmu w Zachodniej Europie w XIV i XV w. W 1958 założył czasopismo „Acta Poloniae Historica” (redaktor naczelny do 1973). W 1978 podpisał deklarację założycielską Towarzystwa Kursów Naukowych. Był członkiem Marksistowskiego Zrzeszenia Historyków. Członek Rady Redakcyjnej „Przeglądu Historycznego”.
Międzynarodowej sławy amerykański socjolog i historyk Immanuel Wallerstein wskazywał na Mariana Małowista jako najważniejszego (obok Fernanda Braudela) inspiratora koncepcji analizy systemów-światów.
W PRL informacje na temat Mariana Małowista podlegały cenzurze. W 1977 roku jego nazwisko znajdowało się na specjalnej liście osób pod szczególną kontrolą cenzury. Zalecenia cenzorskie dotyczące jego osoby zanotował Tomasz Strzyżewski, który w swojej książce o peerelowskiej cenzurze opublikował notkę informacyjną z 7 stycznia 1977 roku Głównego Urzędu Kontroli Prasy, Publikacji i Widowisk. Wytyczne dla cenzorów wymieniały jego nazwisko z adnotacją: „Wszelkie próby popularyzowania w środkach masowego przekazu (prasa codzienna, radio, TV, tygodniki społeczno-polityczne) niżej wymienionych osób należy sygnalizować kierownictwu GUKPPiW”. Zalecenia cenzorskie zezwalały jedynie na publikacje w prasie specjalistycznej, naukowej oraz skryptach itp. 20 sierpnia 1980 roku podpisał apel 64 uczonych, pisarzy i publicystów do władz komunistycznych o podjęcie dialogu ze strajkującymi robotnikami.
Jego pierwszą żoną była Maria Fryland, psycholog, a drugą Iza Bieżuńska (1917–1995), historyk, z którą wziął ślub w 1947 w Warszawie.
Zmarł 31 sierpnia 1988 w Warszawie, pochowany na cmentarzu żydowskim przy ulicy Okopowej (sektor 2a-1-27).

## Uczniowie
Stworzył własną szkołę badawczą. Uczestnikami jego seminarium byli, m.in.: Maria Bogucka, Marian Dygo, Andrzej Dziubiński, Bronisław Geremek, Rafał Karpiński, Jan Kieniewicz, Dariusz Kołodziejczyk, Marcin Kula, Tadeusz Lalik, Antoni Mączak, Danuta Molenda, Bronisław Nowak, Henryk Samsonowicz, Jan Szemiński, Stanisław Trawkowski, Michał Tymowski, Marek Urbański, Andrzej Wyrobisz i Benedykt Zientara.

## Publikacje
- Kaffa w drugiej połowie XV-go wieku = Kaffa dans la deuxième moité du XV siècle, Warszawa 1939.
- Kaffa – kolonia genueńska na Krymie i problem wschodni w latach 1453–1475, Warszawa: Towarzystwo Miłośników Historii 1947.
- Rzemiosło polskie epoki Odrodzenia, Warszawa: Polska Akademia Nauk 1953 (wyd. 2 – 1954).
- Studia z dziejów rzemiosła w okresie kryzysu feudalizmu w Zachodniej Europie w XIV i XV wieku, Warszawa: Państwowe Wydawnictwo Naukowe 1954.
- Z hospodářské problematiky krise feudalismu ve XIV. a XV. století, Praga: Československá Akademie Věd. 1956.
- Wielkie państwa Sudanu Zachodniego w późnym średniowieczu, Warszawa: Państwowe Wydawwnictwo Naukowe 1964.
- Śląskie tekstylia w Zachodniej Afryce w XVI i XVII wieku, 1964.
- Ekspansja portugalska w Afryce a ekonomika Europy na przełomie XV i XVI wieku, 1968.
- Europa a Afryka Zachodnia w dobie wczesnej ekspansji kolonialnej, Warszawa: Państwowe Wydawnictwo Naukowe 1969.
- Croissance et régression en Europe XIVe-XVIIe siècles: recueil d’articles, Paris: A. Colin 1972.
- Z problematyki wzrostu gospodarczego Europy Środkowo-Wschodniej w późnym średniowieczu i na początku XVI wieku, 1973.
- Wschód a Zachód Europy w XIII–XVI wieku: konfrontacja struktur społeczno-gospodarczych, Warszawa: PWN 1973 (wyd. 2 – 2006).
- Konkwistadorzy portugalscy, Warszawa: Państwowy Instytut Wydawniczy 1976 (wyd. 2 – 1992); seria Rodowody Cywilizacji.
- Tamerlan i jego czasy, Warszawa: Państwowy Instytut Wydawniczy 1985 (wyd. 2 – 1991); seria Rodowody Cywilizacji.
- Wokół handlu lewantyńskiego w późnym średniowieczu, Warszawa: UW 1985.
- Niewolnictwo (współautor: Iza Bieżuńska-Małowist), Warszawa: Czytelnik 1987.
- Quelques aspects du commerce de l’or Soudanais au Moyen Age, Warszawa: UW 1988.
- Podziały gospodarcze i polityczne w Europie w średniowieczu i w dobie wczesnej nowożytności, Warszawa: UW 1991.
- Europa i jej ekspansja XIV–XVII wiek, Warszawa: Wydawnictwo Naukowe PWN 1993 (zbiór artykułów).
- Western Europe, Eastern Europe and world development, 13th-18th centuries: collection of essays of Marian Małowist, ed. by Jean Batou and Henryk Szlajfer, Leiden – Boston: Brill 2010.